# Xeranthemum inapertum

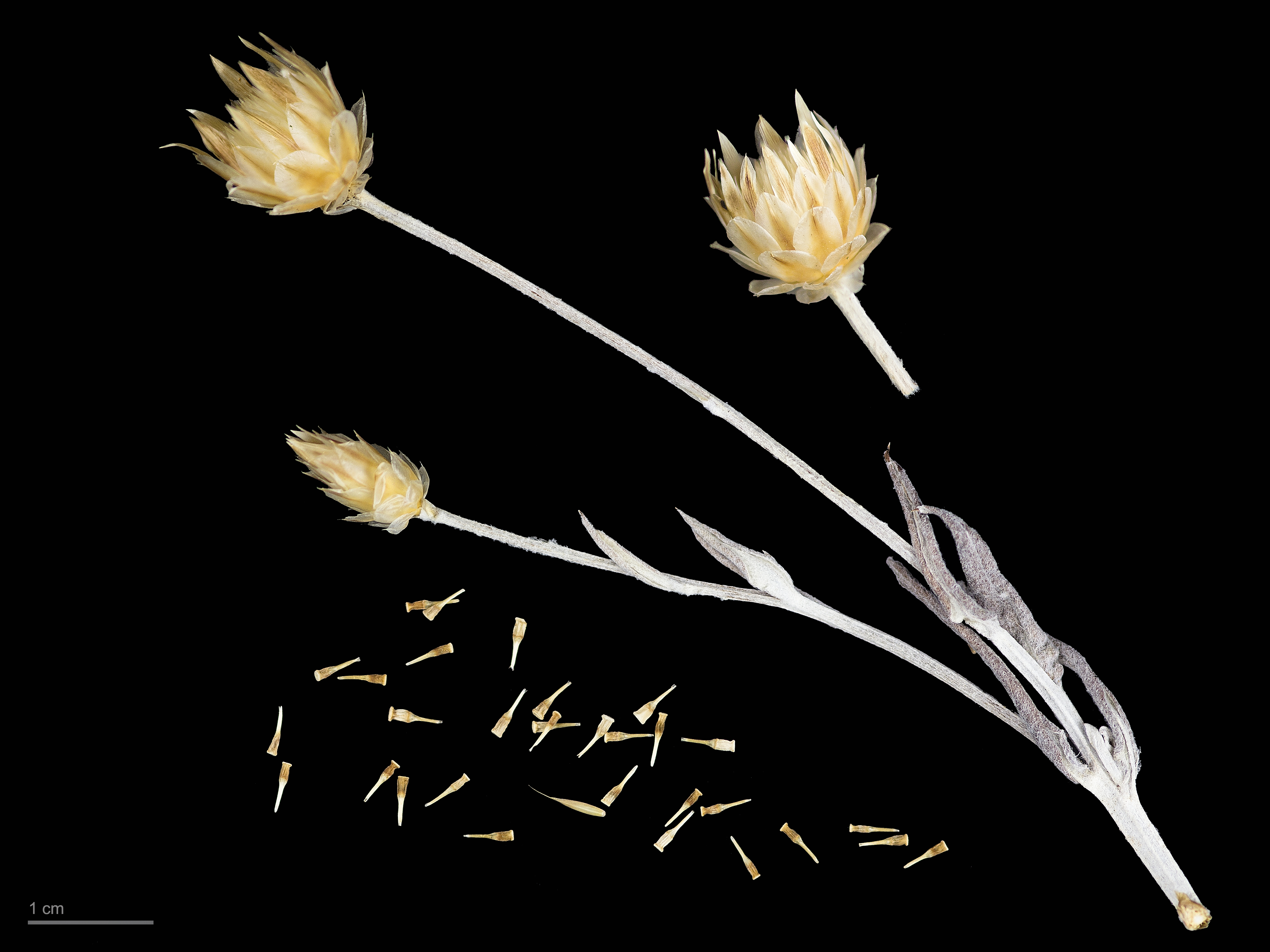
Xeranthemum inapertum

I  perpetuini mezzani (nome scientifico Xeranthemum inapertum (L.) Miller, 1768)  sono delle piante erbacee angiosperme dicotiledoni annuali appartenente alla famiglia delle Asteraceae.

## Etimologia
Il nome generico (Xeranthemum) deriva dalle parole greche “xero” e “anthos” e significano rispettivamente “secco” e “fiore” e derivano dalla caratteristica persistenza dei fiori rigidi e di lunghissima durata (non perdono neppure la colorazione dopo diversi anni). Anche il nome volgare (Perpetuini) deriva da questa loro particolare proprietà. L'epiteto specifico (inapertum) fa riferimento all'aspetto piuttosto compatto dell'infiorescenza.

Il binomio scientifico attualmente accettato (Xeranthemum inapertum) è stato proposto da Carl von Linné (1707 – 1778) biologo e scrittore svedese, considerato il padre della moderna classificazione scientifica degli organismi viventi, e successivamente perfezionato dal botanico scozzese Philip Miller (1691 – 1771) nella pubblicazione ”Gardeners Dictionary, Edition 8. London” del 1768.

## Descrizione
Questi fiori sono alti da 1,5 a 5 dm.  La forma biologica è terofita scaposa (T scap); ossia sono piante erbacee che differiscono dalle altre forme biologiche poiché, essendo annuali, superano la stagione avversa sotto forma di seme; sono inoltre munite di asse fiorale eretto, spesso con poche foglie. Le parti non fiorali possono essere bianco-tomentose. La pianta possiede un delicato aroma.

### Radici
Le radici sono secondarie.

### Fusto
La parte aerea del fusto è eretta, semplice o eventualmente ramosa-corimbosa in alto.

### Foglie
Le foglie sono biancastre e voluminose. La lamina è intera e acuta. Si dividono in due tipi: basali e cauline. Quelle basali sono lineari-spatolate, quelle cauline sono lanceolate-lineari. Le foglie possono essere convolute.  Dimensione delle foglie: larghezza 4 – 7 mm; lunghezza 20 – 65 mm.

### Infiorescenza

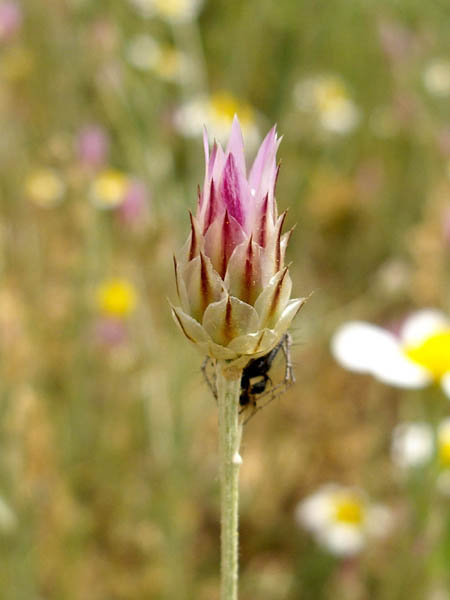
Infiorescenza

L'infiorescenza è formata da diversi capolini portati da lunghi pedicelli solitari e nudi che normalmente sovrastano l'apparato fogliare. La struttura dei capolini è quella tipica delle Asteraceae : un peduncolo (o pedicello) sorregge un involucro composto da diverse brattee (o squame) disposte su più serie e di dimensioni diverse, persistenti che fanno da protezione al ricettacolo più o meno piano sul quale s'inseriscono i fiori tubulosi. I capolini sono più lunghi che larghi. Le squame dell'involucro sono glabre e membranose e si dividono in tre tipi:
- squame esterne: la forma è ovata o subrotonda; dimensioni: 3 – 4 mm;
- squame medie: la forma è oblanceolata e sono provviste di un breve mucrone apicale; dimensione: larghezza 5 mm; lunghezza 12 mm;
- squame interne vessillari: sono quelle della serie più interna; sono lucide e colorate di rosa e disposte in modo lievemente patente da simulare dei fiori ligulati; in genere sono lunghe 1,5 il diametro del disco centrale del capolino; dimensioni: larghezza 2 mm; lunghezza 16 mm.

Diametro dei capolini: 1 – 1,8 cm.

### Fiore
I fiori sono tutti del tipo tubuloso (il tipo ligulato, i fiori del raggio, presente nella maggioranza delle Asteraceae,  qui è assente), sono inoltre sterili (solo maschili) quelli esterni da 3 a 4 e ermafroditi quelli più interni da 30 a 45; sono inoltre tetra-ciclici (con quattro verticilli: calice – corolla – androceo – gineceo) e pentameri (ossia sia il calice che la corolla sono composti da cinque elementi).
- Formula fiorale :

- /x K {\displaystyle \infty }, [C (5), A (5)], G 2 (infero), achenio

- Calice: i sepali del calice sono ridotti ad una coroncina di squame.
- Corolla: la corolla (profondamente lobata[11]) ha una forma cilindrica terminante con 5 denti (le corolle dei fiori periferici sono bilabiate). Il colore è bianco-violetto.
- Androceo: gli stami sono 5 con filamenti liberi; le antere caudate (con coda) sono saldate fra di loro e formano un manicotto circondante lo stilo.
- Gineceo: l'ovario è infero e uniloculare formato da 2 carpelli; lo stilo è unico con uno stimma terminale bifido e glabro (è presente solamente un ciuffo di peli all'apice dello stilo).
- Fioritura: da giugno a agosto.

### Frutti
I frutti sono degli acheni di 4 – 6 mm con pappo formato da 5 squame lesiniformi.

## Biologia
- Impollinazione: l'impollinazione avviene tramite insetti (impollinazione entomogama).
- Riproduzione: la fecondazione avviene fondamentalmente tramite l'impollinazione dei fiori (vedi sopra).
- Dispersione: i semi cadendo a terra (dopo essere stati trasportati per alcuni metri dal vento per merito del pappo – disseminazione anemocora) sono successivamente dispersi soprattutto da insetti tipo formiche (disseminazione mirmecoria).

## Distribuzione e habitat

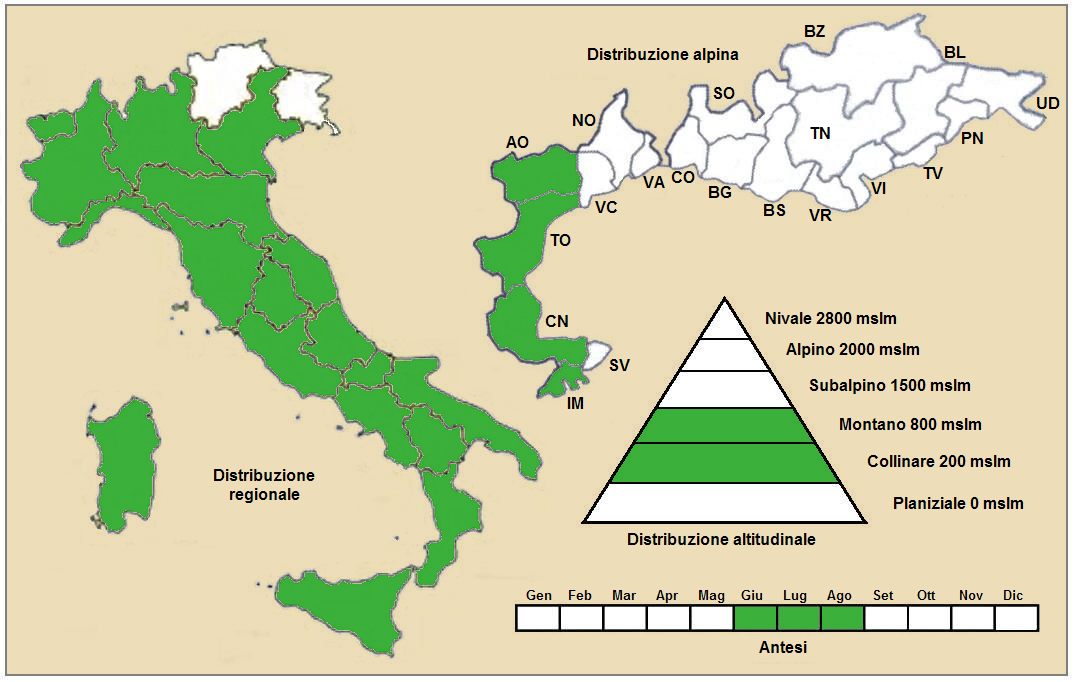
Distribuzione della pianta
(Distribuzione regionale – Distribuzione alpina)

- Geoelemento: il tipo corologico (area di origine) è Sud Europeo / Pontico (Ovest-Asiatico)
- Distribuzione: in Italia è comune su tutta la penisola a parte alcune zone centrali e orientali delle Alpi. Sempre nelle Alpi i Perpetuini mezzani si trovano in Francia (dipartimenti di Alpes-de-Haute-Provence, Hautes-Alpes, Alpes-Maritimes, Drôme, Isère e Savoia) e in Svizzera (cantone Vallese). Sugli altri rilievi europei si trovano nel Massiccio Centrale e nei monti Pirenei.[13] Nel resto dell'Europa si trovano nell'area mediterranea (compresa l'Asia Minore e la parte occidentale dell'Africa mediterranea)[14]
- Habitat: l'habitat tipico per questa specie sono i pendii aridi e steppici; ma anche i campi coltivati, le vigne, gli oliveti, gli ambienti ruderali, le scarpate, le praterie rase, i prati e pascoli aridi del piano collinare/montano e le garighe e macchie basse.  Il substrato preferito è sia calcareo che siliceo con pH neutro, bassi valori nutrizionali del terreno che deve essere arido.
- Distribuzione altitudinale: sui rilievi queste piante si possono trovare da 500 a 1.200 m s.l.m. (massimo 1.800 m s.l.m. a latitudini più basse); frequentano quindi i seguenti piani vegetazionali: collinare e montano.

### Fitosociologia
Dal punto di vista fitosociologico Xeranthemum inapertum appartiene alla seguente comunità vegetale:
Formazione: delle comunità pioniere a terofite e succulente
Classe: Thero-Brachypodietea
Ordine: Thero-Brachypodietalia

## Tassonomia
La famiglia di appartenenza di questa voce (Asteraceae o Compositae, nomen conservandum) probabilmente originaria del Sud America, è la più numerosa del mondo vegetale, comprende oltre 23.000 specie distribuite su 1.535 generi, oppure 22.750 specie e 1.530 generi secondo altre fonti (una delle checklist più aggiornata elenca fino a 1.679 generi). La famiglia attualmente (2021) è divisa in 16 sottofamiglie.
La tribù Cardueae (della sottofamiglia Carduoideae) a sua volta è suddivisa in 12 sottotribù (la sottotribù Xerantheminae è una di queste). Il genere Xeranthemum L. contiene poche specie native della Persia e delle regioni mediterranee.

### Filogenesi
Il genere Xeranthemum appartiene alla sottotribù Xerantheminae (tribù Cardueae, sottofamiglia Carduoideae). In precedenza il genere era descritto nel gruppo informale "'Xeranthemum group" all'interno della sottotribù Carduinae.
Questo genere è simile al genere Carlina, ma differisce per la mancanza di spine, per le foglie intere, per l'involucro senza foglie bratteali, per i fiori periferici sterili e bilabiati e il pappo con brattee lesiniformi.
Il basionimo per questa specie è: Xeranthemum annuum var. inapertum L., 1753.
Il numero cromosomico di X. inapertum è: 2n = 28.

### Sinonimi
Questa entità ha avuto nel tempo diverse nomenclature. L'elenco seguente indica alcuni tra i sinonimi più frequenti:
- Xeranthemum australe  Pomel
- Xeranthemum erectum J. Presl & C. Presl 
- Xeranthemum foetidum Moench
- Xeranthemum inapertum var. australe  (Pomel) Batt. & Trab.
- Xeranthemum inapertum var. inapertum L.
- Xeranthemum inapertum var. reboudianum  Verl.
- Xeranthemum modestum Ball

### Specie simili
Le altre due specie del genere Xeranthemum presenti in Italia si distinguono per le seguenti caratteristiche:
- Xeranthemum annuum (L.) Miller: i capolini sono più larghi che lunghi e contengono più fiori (100 – 125).
- Xeranthemum cylindraceum Sm. : le brattee vessillari sono patenti ossia più aperte; le squame dell'involucro sono tomentose sulla carena e non sono mucronate all'apice.

## Usi

### Giardinaggio
Per la loro caratteristica persistenza sono piante usate nel giardinaggio (o nel commercio dei fiori recisi secchi). Crescono in ambienti piuttosto secchi con terreni di vario tipo. La semina è da fare in marzo con temperature sopra i 10 °C. La raccolta va fatta in piena fioritura e può essere conservata per tutto l'inverno.

## Altre notizie
I Perpetuini mezzani in altre lingue vengono chiamati nei seguenti modi:
- (DE)  Walliser Spreublume
- (FR)  Xéranthème fermé